# 小峯隆生
小峯 隆生（こみね たかお、1959年2月19日 - ）は、日本の編集者、ラジオパーソナリティ、元『週刊プレイボーイ』軍事班記者、小説家。映画監督の経験もあり、日本映画監督協会会員。2010年頃より筑波大学非常勤講師、同大学知的コミュニティ基盤研究センター客員研究員、同志社大学嘱託講師。
兵庫県芦屋市出身。東海大学高輪台高校、東海大学工学部（航空工学専攻）卒業。

## 略歴
5歳まで兵庫に居たが、それ以後はずっと東京都在住。大学生時代はシェイクスピア劇研究会に在籍。大学卒業後は外資系企業でコンピュータセールスマンを務めていたが、会社を辞めた後、東京・新宿の飲食店でバーテンダーなどのアルバイトをしていた。その後野坂昭如に出会い「何かやれ」と言われたことがきっかけとなり、1983年より雑誌『週刊プレイボーイ』（集英社）のフリー編集者となり、名物編集者として有名になる。
1984年、第8回日本パロディ展でパフォーマンス部門に応募、「外国人のための日本語リンガフォン」で入選。これがきっかけで1985年4月より、ニッポン放送『オールナイトニッポン』水曜1部のパーソナリティを務めたことで一躍有名になる（1986年3月まで担当）。またその後1987年10月には、同じく「オールナイトニッポン」水曜2部のパーソナリティに復帰（1988年9月まで担当）、オールナイトニッポンにおいては異例の「1部から2部への返り咲き」を果たし、昭和期では唯一の例だった（2021年現在1部から2部相当への降格後も続行したのは、小峯のほかには平成後期のアルコ&ピース/三四郎の3例のみ）。
この頃、宅八郎とテレビ局の楽屋で口論したことがきっかけで、宅が小峯の自宅に嫌がらせを繰り返したとして民事裁判を起こしている。宅の復讐路線のきっかけでもある。
『週刊プレイボーイ』との契約を解除された後、夕刊紙『日刊アスカ』（飛鳥新社）の創刊に参加するも、同紙の廃刊に伴い、フリーのジャーナリストに転身。週刊プレイボーイの軍事記者として、アフガン戦争、イラク戦争に関する特集取材をこなした経験があり、軍事技術や軍事史に精通し、特に各国の特殊部隊の徹底的な研究を中心に手掛けている。
映画監督のジェームズ・キャメロンのインタビュー集『豪快！映画学 ジェームズ・キャメロンTalks About Film ジェームズ・キャメロン映画を撮らずにいられない』（集英社インターナショナル）を手掛けるなど交流があり、キャメロン作品であるハリウッド映画『ターミネーター2』『トゥルーライズ』に端役として出演している。

## 過去の出演作品

### 映画
- ターミネーター2（1991年、ショッピングモールの業務用通路でT-1000に撃たれる従業員役。エキストラ）
- トゥルーライズ（1994年、ラストシーンで主人公と日本語で挨拶を交わすエキストラ）

### テレビドラマ
- スケバン刑事II 少女鉄仮面伝説（1985年、フジテレビジョン）… DJ（第8話）
- ウルトラマンガイア 第35話「怪獣の身代金」（1999年、MBS）

### ビデオ映画
- クライムハンター2 裏切りの銃弾（1989年、東北新社 / 東映ビデオ）

### ラジオ
- 小峯隆生のオールナイトニッポン（1985年4月 - 1986年3月、水曜1部・1987年10月 - 1988年9月、水曜2部、ニッポン放送）
- 大竹まこと ゴールデンラジオ!（2009年12月30日、2015年6月17日、文化放送） - 大学時代の演劇サークルの後輩だった太田英明に頼み込んでゲスト出演。

### PV
- 東京マルイ（1991年、「無敵の電動ガン」）

### ゲーム
- 鬼武者3（2004年） - 2004年のパリでビデオカメラで幻魔の襲撃を撮影する観光客役で出演。

## 監督作品
- N45゜第2話「パオさんとの復讐」（1994年）

## 連載
- 月刊ラジオパラダイス（三才ブックス）『小峯隆生のノルウェイの海軍』 （1988年1月号から1988年11月号まで）

## 主な書籍
軍事記者の経験があるため銃器・ミリタリーの知識を生かしたものが多い。
- 『パオさんとの復讐』（コスミックインターナショナル）、ISBN 978-4-88532-372-0
- 『豪快！映画学　ジェームズ・キャメロンTalks About Film　ジェームズ・キャメロン映画を撮らずにいられない』（集英社インターナショナル）、ISBN 978-4-7976-7035-6 - ジェームズ・キャメロンへのインタビュー集
- 『1968少年玩具 東京モデルガンストーリー』（角川学芸出版）、ISBN 978-4-04-621182-8 - 自伝小説
- 『拳銃王シリーズ』（グリーンアロー出版社） - 雑誌『Gun』に連載されたものの書籍化
- 『海上保安庁特殊部隊SST』（並木書房）、ISBN 4-89063-193-3